# Klara Hitler
Klara Hitler, născută Klara Pölzl (n. 12 august 1860, Weitra⁠(d), Austria Inferioară, Austria – d. 21 decembrie 1907, Urfahr⁠(d), Archduchy of Austria above the Enns⁠(d), Austro-Ungaria), a fost mama lui Adolf Hitler.

## Biografie
Klara Hitler s-a născut la data de 12 august 1860, în Weitra, Austria. Mama sa, Johanna, era fiica fermierului Johann Nepomuk Hiedler, un austriac de origine cehă, care era frate cu tatăl vitreg al lui Alois Hitler. 
Tatăl Klarei, Johann Baptist Pölzl, era un fermier sărac. Împreună cu Johanna Hiedler au avut 7 copii, dintre care au supraviețuit doar Theressa Pölzl, Johanna Pölzl și Klara, care era cea mai mare dintre fete. 
În 1876, Klara îl cunoaște pe unchiul său, Alois, în vârstă de 39 de ani. Alois a fost impresionat de frumusețea fetei: avea ochii albaștri, era înaltă și suplă, și avea un păr negru foarte frumos. 
În același an, Klara se angajează să lucreze la unchiul său Alois, al cărei soții era grav bolnavă. După moartea primei soții, Anna Glassl, Alois se recăsătorește cu Franziska Matzelsberger, cu care are doi copii, Alois Hitler Jr. și Angela Hitler. În timpul căsătoriei cu Franziska, Alois a încercat să aibă o relație cu Klara. Această relație a eșuat, deoarece Klara a fost concediată. În 1884, Franziska moare la numai 23 de ani, de tuberculoză. După numai 5 luni, Alois se căsătorește cu Klara, care aștepta primul ei copil. Ceremonia de nuntă a avut loc la data de 7 ianuarie 1885, la ora 6, iar la ora 7, Alois pleacă la muncă.
Chiar și după căsnicie, Klara i se adresa soțului său cu apelativul "Unchiule".
În 1885 se naște primul lor copil, Gustav. Urmat apoi de Ida, născută un an mai târziu. Din păcate, nu au trăit prea mult, murind de difterie. Gustav a murit la 2 ani, iar Ida a trăit doar 14 luni. În 1887, se naște Otto, care moare la doar două zile după naștere din cauza unei colici care i-a fost fatală.
Pe 20 aprilie 1889 s-a născut Adolf. Adolf a fost un copil dorit, născut mai mult din rugăciunile mamei. Klara a fost foarte atașată de Adolf, mai ales că după cei 3 copii pierduți, Adolf a venit ca o binecuvântare. Alois obișnuia să își bată fiul, iar Klara îl apăra cu propriul corp, pentru a nu primi Adolf loviturile de bici. În 1894, a venit pe lume Edmund, care a murit la 6 ani de pojar. În 1896 s-a născut Paula Hitler.
Klara a fost o mamă devotată, și-a iubit foarte mult copiii și i-a crescut cu multă dragoste, în ciuda comportamentului și violenței lui Alois. 
În 1903, Alois a murit, din cauza unei hemoragii pulmonare, și a fost îngropat în Leonding. Klara a primit o pensie de văduvă, pe care i-a lăsat-o lui Adolf pentru studii. În același an, Klara și copiii se mută în Linz, la etajul al treilea al unui bloc. 
Din nefericire, în ianuarie 1907, Klara este diagnosticată cu cancer la sân și în urma unei operații făcută de doctorul evreu Eduard Bloch, i se extirpează o glandă mamară. Starea Klarei s-a înrăutățit si a fost nevoită să se mute la parterul blocului unde stătea, deoarece nu mai putea să urce scările. După operația suferită, Klara era într-o stare de sănătate deplorabilă și trebuia să suporte tratamentul dureros prescris de doctorul Bloch. Pe 21 decembrie 1907, Klara Hitler a decedat, iar Adolf și Paula i-au fost alături în clipa morții. La două zile după deces, Klara a fost îngropată în Leonding, lângă Alois.
Moartea mamei sale l-a afectat foarte mult pe Adolf Hitler, care pretindea că ea a fost singura ființă pe care a putut să o iubească.